# Johann Christoph von Goetze
Johann Christoph von Goetze (* 1637 in Tegel bei Berlin; † 6. August 1703) war ein preußischer Generalleutnant, Gouverneur der Festungen Küstrin, Driesen und Oderberg, sowie Erbherr auf Löhme, Weesow, Börnicke, Willmersdorf, Stadow und Wolkenberg.

## Leben

### Herkunft
Er war der Sohn des kurbrandenburger Obristen Jobst Friedrich von Götze (1608–1669), Erbherr von Hermsdorf, Tegel und Rosenthal und dessen Ehefrau Anna Marie von Klitzing (* 1612).

### Militärlaufbahn
Bereits 1656 stand er in den Diensten des Kurfürsten Friedrich Wilhelm. 1684 wurde er Hauptmann und 1686 Oberst. Am 18. März 1692 wurde er zum Generalmajor ernannt und Chef der Garnisons-Kompanie in der Festung Peitz. Am 30. Dezember 1701 wurde er zudem zum Gouverneur von Küstrin, Driesen und Oderberg ernannt. 1703 erfolgte die Beförderung zum Generalleutnant, er starb aber noch im gleichen Jahr.
Er nahm an allen Feldzügen des Kurfürsten teil, in Preußen, Polen, Pommern, am Rhein und im Elsass.

### Familie
Er war zweimal verheiratet. Seine erste Frau war entweder Caspararina Charlotta von Syberg  oder Isabella von Hagen. Seine zweite Frau war Christina Agnes von der Heyden genannt Rynch. Er hatte Kinder aus beiden Ehen, darunter:
- Johanna Maria ⚭ Hans Joachim von Röbel (Eltern von Generalmajor Ludwig Philipp von Röbel)[4]